# Novo Horizonte do Oeste
Novo Horizonte do Oeste is een gemeente in de Braziliaanse deelstaat Rondônia. De gemeente telt 9.720 inwoners (schatting 2009).